# Rivière Coigne
Pour les articles homonymes, voir Coigne.
La rivière Coigne est un affluent de la rivière Broadback laquelle coule vers l'ouest jusqu'à la baie de Rupert, au sud de la baie James. La rivière Coigne coule dans la municipalité de Eeyou Istchee Baie-James, dans la région administrative du Nord-du-Québec, au Québec, au Canada.

## Géographie
Les bassins versants voisins de la rivière Coigne sont :
- Côté nord : lac Camousitchouane, lac Béchereau, lac Carqueville ;
- Côté est : lac Deplace, lac Pétrée, lac Péricard, lac Du Guerny ;
- Côté sud : rivière Broadback ;
- Côté ouest : lac Cloespel, lac Sauniot, lac Deriares.

La rivière Coigne prend sa source d'un lac sans nom (altitude : 348 m), situé à l'est du lac Béchereau (altitude : 324 m), au sud du lac Camousitchouane (altitude : 310 m).
À partir de l'embouchure de ce lac de tête, la rivière Coigne coule sur 7,1 km vers le sud, jusqu'à la rive nord du lac Cloespel (altitude : 332 m) que le courant traverse sur 3,2 km vers le sud-est. Puis la rivière traverse sur 7,5 km vers le sud-est le lac Coigne (altitude : 327 m).
À partir de l'embouchure du lac Coigne, la rivière Coigne coule sur :
- 7,3 km vers le sud-ouest, jusqu'à un lac sans nom (altitude : 322) que le courant traverse sur 1,2 km vers l'ouest ;
- 3,2 km vers l'ouest, en traversant un lac sans nom (altitude : 320 m) ;
- 5,5 km vers le sud-ouest, en traversant un lac sans nom (altitude : 300 m).

La rivière Cogne se déverse sur la rive nord de la rivière Broadback en face d'une île (longueur : 1,6 km).

## Toponymie
Le toponyme rivière Coigne a été officialisé le 5 décembre 1968 à la Commission de toponymie du Québec.